# Antonius Josephus Adrianus Uitewaal
Antonius Josephus Adrianus Uitewaal (Leiden, 1899 - Ámsterdam, 28 de noviembre de 1963 ) fue un naturalista neerlandés.

## Algunas publicaciones

### Libros
- 2004. Alsterworthia international: special issue. Nº 4 de Alsterworthia international special issue. 43 pp.

## Eponimia
- (Asphodelaceae) Haworthia uitewaaliana Poelln.[1]